# Schönfeld (Hollfeld)
Schönfeld ist ein Gemeindeteil der Stadt Hollfeld im Landkreis Bayreuth (Oberfranken, Bayern). Die Gemarkung Schönfeld liegt teils auf dem Gemeindegebiet von Hollfeld, teils auf dem Gemeindegebiet von Plankenfels. Sie hat eine Fläche von 13,484 km². Sie ist in 1667 Flurstücke aufgeteilt, die eine durchschnittliche Flurstücksfläche von 8088,66 m² haben. In ihr liegen neben dem namensgebenden Ort die Gemeindeteile Fernreuth, Hainbach, Meuschlitz, Pilgerndorf, Utzbürg und Wohnsdorf.

## Geographie
Das Pfarrdorf liegt im tief eingeschnittenen Tal der Lochau, in die rechts der von Norden kommende Erbach innerorts mündet. Die Bundesstraße 22 führt nach Hollfeld (4,5 km westlich) bzw. nach Busbach (3,5 km östlich). Die Kreisstraße BT 44/KU 7 führt nach Trumsdorf (2,3 km nordöstlich). Eine Gemeindeverbindungsstraße führt nach Pilgerndorf (0,5 km westlich).

## Geschichte
Schönfeld wurde im Jahr 1119 zum ersten Mal urkundlich erwähnt, als es dem Kloster Michelfeld als Geschenk übergeben wurde. Der ursprüngliche Name des Ortes war Sconefeld nach den Herren von Sconenfeld, die damals ihren Sitz im Ort gehabt haben sollen.
Bezirksbaumeister Stuhlfauth berichtet in seiner Vor- und Frühgeschichte Oberfrankens, dass die Gegend um Schönfeld und Hollfeld bereits in prähistorischer Zeit bewohnt war. Bei Ausgrabungen im Jahr 1907 wurde ein löffelförmiges, schlankes Handbeil sowie ein Absatzbeil mit beginnenden Lappen gefunden, Funde, die auf die Bronzezeit weisen.
Der Humanist und Theologe Erasmus Neustetter genannt Stürmer wurde in Schönfeld geboren.
Am 1. Januar 1971 wurde Schönfeld im Zuge der Gebietsreform in Bayern mit seinen Gemeindeteilen Fernreuth, Meuschlitz, Pilgerndorf, Utzbürg und Wohnsdorf wurden nach Hollfeld eingemeindet. Am 1. Januar 1977 wurde Meuschlitz nach Plankenfels umgemeindet.

## Pfarrkirche
Die katholische Pfarrkirche hat den Namen Kreuzauffindung (lateinisch: Inventio S. Crucis) und wurde in den Jahren 1619–1625 errichtet. Sie ging aus der Schlosskapelle hervor.